# Zoljani
Zoljani – wieś w Chorwacji, w żupanii brodzko-posawskiej, w gminie Oprisavci. W 2011 roku liczyła 33 mieszkańców.